# 1980 (canção)
"1980" é o single de estréia da cantora e compositora britânica Estelle e é o primeiro single de seu álbum de estúdio de estréia The 18th Day. 
Em "1980", Estelle fala sobre sua infância. O single leva esse nome pois 1980 é o ano de nascimento da cantora. O single conseguiu alcançar a 14ª posição na UK Singles Chart e é o single mais bem sucedido de seu álbum de estréia. É uma das canções mais conhecidas de Estelle no Reino Unido e um dos maiores sucessos dela na Austrália, onde alcançou a 36ª posição na parada da ARIA.

## Formatos e faixas
CD do Reino Unido e Austrália
1. "1980"
2. "Don't Talk"
3. "Don't Talk" (remix)

## Desempenho nas paradas
| Paradas                      | Melhor posição |
| ---------------------------- | -------------- |
| Austrália ARIA Singles Chart | 36             |
| Reino Unido UK Singles Chart | 14             |